# Tonkilometer
Tonkilometer, typiskt förkortat tonkm, är ett mått på transportarbete för gods. Måttet beräknas genom att multiplicera godset vikt i ton med transportsträckan i kilometer.
Tonkm används exempelvis för beräkning av andelstal för en fastighet på vägsamfälligheter, av skador på mark i samband med jordbruk. Det kan även användas i utvärdering av fordons verkningsgrad, hur mycket bränsle som förbrukas per tonkm.